# Pamela Susan Shoop
Pamela Susan Shoop (* 7. Juni 1948 in Hollywood, Kalifornien, USA) ist eine US-amerikanische Film- und Theaterschauspielerin.

## Familie
Shoop entstammte einer Militärfamilie. Ihr Vater, Generalmajor Clarence A. Shoop war Vizepräsident von Hughes Aircraft Company und Testpilot von Howard Hughes. Auch war er bis zu seinem Tod im Jahre 1968 der Commander in Chief der kalifornischen Air National Guard. Im Zweiten Weltkrieg befehligte General Shoop die erste Luft-Angriffswelle, die über Omaha Beach die Normandie erreichte. 
Pamelas Mutter ist die 2001 verstorbene Filmschauspielerin Julie Bishop, die zwischen den 1920er- und 1950er-Jahren eine erfolgreiche Filmkarriere hatte.

## Leben
Pamela Shoop begann als Jugendliche mit der Schauspielerei und etablierte sich in den frühen 1970er Jahren. So wirkte sie in vielen Episoden der Fernsehserien von Glen A. Larson mit. Sie war in der gleichnamigen Serie das erste Knight Rider-Girl, dessen Herz Michael Knight alias David Hasselhoff erobert. Weitere bekannte Larson-Serien waren Ein Colt für alle Fälle und Magnum Parallel zu ihrer Arbeit vor der Filmkamera wirkte Shoop auch in Theaterproduktionen mit: Picnic an der Seite von Robert Horton und in „Dinner und Drinks“ an der Seite von William Katt.
Am 15. November 1987 heiratete sie Father Terrance Sweeney, einen exkommunizierten Jesuitenpriester. Mit ihm zusammen publizierte Shoop ein Buch, in dem die beiden die aus ihrer Sicht schockierenden Zustände in der römisch-katholischen Kirche anprangerten.

## Filmografie

### Filme
- 1969: Frei wie der Wind (Changes)
- 1977: In der Gewalt der Riesenameisen (Empire of the Ants)
- 1978: Das Recht bin Ich (The One Man Jury)
- 1981: Halloween II – Das Grauen kehrt zurück (Halloween II)

### Fernsehen
- 1970: The Interns (Fernsehserie, eine Folge)
- 1972: Wo alle Wege enden (Night Gallery, Fernsehserie)
- 1972: FBI (The FBI, Fernsehserie, eine Folge)
- 1972: California Cops – Neu im Einsatz (The Rookies, Fernsehserie, eine Folge)
- 1972: Mannix (Fernsehserie, eine Folge)
- 1972: Twen-Police (Fernsehserie, eine Folge)
- 1972: Frog Story (Kurzfilm)
- 1973: Return to Peyton Place (Fernsehserie, eine Folge)
- 1976: Die Zwei mit dem Dreh (Switch, Fernsehserie, eine Folge)
- 1976: Gemini Man (Fernsehserie, eine Folge)
- 1976: Notruf California (Emergency!, Fernsehserie, eine Folge)
- 1976: Wonder Woman (Fernsehserie, zwei Folgen)
- 1977: Keeper of the Wild (Fernsehserie, eine Folge)
- 1977: Code R (Fernsehserie, eine Folge)
- 1977: Harold Robbins’ 79 Park Avenue (Fernsehserie, drei Folgen)
- 1978: Der unglaubliche Hulk (The Incredible Hulk, Fernsehserie, eine Folge)
- 1978: Kaz & Co (Kaz, Fernsehserie, eine Folge)
- 1979: Dallas Cowboys Cheerleaders (Fernsehfilm)
- 1979: Buck Rogers (Fernsehserie, eine Folge)
- 1979–1980: Vegas (Fernsehserie, zwei Folgen)
- 1979–1981: B.J. und der Bär (B.J. and the Bear, Fernsehserie, drei Folgen)
- 1979–1981: CHiPs (Fernsehserie, zwei Folgen)
- 1980: Hawaii Fünf-Null (Hawaii Five-O., Fernsehserie, eine Folge)
- 1980: Kampfstern Galactica 1980 (Galactica 1980, Fernsehserie, eine Folge)
- 1980: Magnum (Fernsehserie, zwei Folgen)
- 1981: Fitz and Bones (Fernsehserie, eine Folge)
- 1981: Fantasy Island (Fernsehserie, eine Folge)
- 1981–1982: Ein Colt für alle Fälle (The Fall Guy, Fernsehserie, zwei Folgen)
- 1982: T.J. Hooker (Fernsehserie, eine Folge)
- 1982–1985: Knight Rider (Fernsehserie, drei Folgen)
- 1983: Die Himmelhunde von Boragora (Tales of the Gold Monkey, Fernsehserie, eine Folge)
- 1983: The Rousters (Fernsehserie, eine Folge)
- 1983: Operation: Maskerade (Masquerade, Fernsehserie, eine Folge)
- 1983: Fame – Der Weg zum Ruhm (Fame, Fernsehserie, eine Folge)
- 1984: Computer Kids (Whiz Kids, Fernsehserie, eine Folge)
- 1985: I Had Three Wives (Fernsehserie, eine Folge)
- 1985: Agentin mit Herz (Scarecrow and Mrs. King, Fernsehserie, eine Folge)
- 1986–1992: Mord ist ihr Hobby (Murder, She Wrote, Fernsehserie, drei Folgen)
- 1987: Privatdetektiv Harry McGraw (The Law and Harry McGraw, Fernsehserie, eine Folge)
- 1987–1988: Simon und Simon (Simon & Simon, Fernsehserie, zwei Folgen)
- 1988: Highwayman (The Highwayman, Fernsehserie, eine Folge)
- 1991: Polizeibericht (Dragnet, Fernsehserie, eine Folge)
- 1992: Scharfe Waffen – Heiße Kurven (Dangerous Curves, Fernsehserie, eine Folge)
- 1996: Kung Fu – Im Zeichen des Drachen (Kung Fu: The Legend Continues, Fernsehserie, eine Folge)